# Firmine Richard
Pour les articles homonymes, voir Richard.
Firmine Richard est une comédienne et femme politique française, née le 25 septembre 1947, à Pointe-à-Pitre.

## Biographie
Firmine Richard a vécu son enfance et son adolescence en Guadeloupe, jusqu'à ce qu'elle suive sa mère en région parisienne en 1965 à l'âge de dix-huit ans. Elle y travaille aux PTT puis à la RATP, avant d'éprouver de la lassitude et de rentrer en Guadeloupe en 1979 et travailler pour le conseil régional. Elle donne naissance à son fils, prénommé Keneff Leauva, le 10 octobre 1982.
Retournant ensuite régulièrement en France métropolitaine, c'est là qu'elle est repérée dans un restaurant par la directrice de casting de Coline Serreau, qui cherche à l'époque une femme noire pour interpréter le rôle de Juliette dans son film Romuald et Juliette aux côtés de Daniel Auteuil. Cela va ainsi l'amener au métier d'actrice à l'âge de quarante ans.
Au théâtre, elle joue également de nombreux rôles, comme dans Mémoires d'îles d'Ina Césaire, mise en scène par Jean-Camille Sormain.
Elle interprète le rôle de la gouvernante dans Huit Femmes de François Ozon. Elle tourne dans les téléfilms allemand Ein Albtraum von dreieinhalb Kilo et français Par amour (2003) avec Marthe Keller.
Elle interprète Bonne Maman, la mère de Lucien Jean-Baptiste, dans la comédie à succès surprise La Première Étoile, du même Lucien Jean-Baptiste. Elle est également connue pour son rôle récurrent dans Famille d'accueil.
En mars 2008, elle est élue conseillère de Paris sur la liste conduite par Roger Madec dans le 19e arrondissement, où elle est déléguée aux relations interculturelles. Présente au meeting de François Hollande du 22 janvier 2012, elle le soutient pour l'élection présidentielle de 2012. Firmine Richard est candidate sur la liste du PS aux élections municipales de 2014 dans le 19e arrondissement de Paris, elle est élue conseillère d'arrondissement mais n'obtient pas de siège au Conseil de Paris.
Précédée par un album, la comédie musicale Gospel sur la Colline se joue sur la scène des Folies Bergère. Firmine Richard fait partie de la distribution tout comme Dominique Magloire entre autres,.
En 2017, elle devient la marraine de l'association SOS Madison International qui lutte pour les droits des enfants et des personnes handicapés dans le monde.

### Famille
Son fils Keneff est mis en examen pour meurtre par 5 coups de couteau le 11 avril 2021, à la suite d'un « différend sur les réseaux sociaux » avec un jeune homme, son casier comporte alors au moins huit condamnations. Il aurait retransmis ce meurtre sur la plateforme de diffusion en direct Bigo. Âgé de 39 ans au moment des faits, il avait déjà été condamné à un an de prison ferme fin 2017 pour s'être déplacé de Paris à Bordeaux pour commettre une agression physique homophobe. Le 10 février 2023, le tribunal judiciaire de Bobigny condamne Keneff Leauva à 19 ans de prison pour meurtre,.

## Filmographie

### Cinéma

#### Longs métrages
- 1989 : Romuald et Juliette de Coline Serreau : Juliette Bonaventure
- 1990 : Valse d'amour (Tolgo il disturbo) de Dino Risi : Anita
- 1995 : Élisa de Jean Becker : cliente du PMU
- 1998 : Riches, belles, etc. de Bunny Schpoliansky  : l'embaumeuse
- 1999 : Une journée de merde de Miguel Courtois : la mère de Sabine
- 1999 : Une pour toutes de Claude Lelouch : la servante du président
- 2001 : Fils de zup de Gilles Romera : Lulu
- 2002 : Huit Femmes de François Ozon : Madame Chanel
- 2002 : Trois Zéros de Fabien Onteniente : Rose
- 2004 : Pédale dure de Gabriel Aghion : la sage-femme
- 2005 : Dans tes rêves de Denis Thybaud : Nicaise
- 2005 : Les Parrains de Frédéric Forestier : Claudia
- 2007 : Ensemble, c'est tout de Claude Berri : Mamadou
- 2007 : La Disparue de Deauville de Sophie Marceau : infirmière en chef
- 2007 : Vous êtes de la police ? de Romuald Beugnon : Chantal Dumas
- 2007 : Big City de Djamel Bensalah : la mère d'Indépendance et de Jefferson Warner
- 2009 : La Première Étoile de Lucien Jean-Baptiste : Bonne Maman
- 2010 : Retour au pays de Dalle Julien
- 2010 : Je vous aime très beaucoup de Philippe Locquet : la nonna
- 2011 : Un baiser papillon de Karine Silla-Pérez : l'infirmière
- 2011 : Les Contes de la nuit de Michel Ocelot
- 2011 : Un pas en avant, les dessous de la corruption de Sylvestre Amoussou : la mère de Délalie
- 2011 : Un heureux événement de Rémi Bezançon : la sage-femme
- 2011 : Les Tribulations d'une caissière de Pierre Rambaldi : Sandy
- 2012 : Bowling de Marie-Castille Mention-Schaar : Firmine
- 2014 : Rosenn d'Yvan Le Moine
- 2015 : Les Profs 2 de Pierre-François Martin-Laval : Marie-Christine Saint-Gilles
- 2015 : Le Grand Partage d'Alexandra Leclère : Philomena
- 2016 : Dieumerci ! de Lucien Jean-Baptiste : Marie-Thérèse
- 2017 : La Deuxième Étoile de Lucien Jean-Baptiste : Bonne Maman
- 2019 : Secrets de famille de Julien Dalle : Juliette Elie
- 2022 : Maison de retraite de Thomas Gilou : Fleurette Jean-Marie
- 2022 : Trois fois rien de Nadège Loiseau : l'employée de l'ambassade du Canada
- 2022 : Mon héroïne de Noémie Lefort : Christine
- 2022 : Je t'aime, filme-moi ! d'Alexandre Messina
- 2023 : La Plus Belle pour aller danser de Victoria Bedos : Roseline
- 2023 : Maison de retraite 2 de Claude Zidi Jr. : Fleurette Jean Marie
- 2024 : On fait quoi maintenant ? de Lucien Jean-Baptiste : La mère d'Alain
- Prévu pour 2025 : Sur mon chemin de Thierry Obadia : Joséphine

#### Courts métrages
- 1994 : La Part de Léo de Luc Berthier
- 1997 : Les Petites de Wanda Kujacz
- 1998 : Le Vol de la mouche Tsé-Tsé de Guillaume Georget
- 1998 : L'Amour noir de Liliane Watbled-Guenoun
- 2001 : Exquise esquisse de Sylvain Blache
- 2001 : Craie d'amour de Sylvain Blache
- 2003 : Mon beau sapin de Diane Morel
- 2005 : La Noiraude de Fabienne Kanor et Véronique Kanor
- 2009 : Opération Saint-Esprit de Séverine Ferrer : Madame Germain
- 2011 : Soulwash de Douglas Attal : la grand-mère
- 2012 : De Grâce ! de Yvan Delatour : femme de ménage
- 2013 : Solitudes de Liova Jedlicki : la psychologue
- 2017 : Le Plus beau cadeau de ma mère de Mason Ewing et Anthony Lascoux : Marie-Rosalie Via
- 2017 : Je m'appelle Chloé, j'ai 25 ans j'veux pas mourir de Thierry Obadia
- 2019 : T gros ! de Gautier Blazewicz : Mamé
- 2021 : Inch'Allah tatie Danielle de Véronique Mériadec
- 2021 : Masque à Maman de Pierre Filmon
- 2021 : A flot de Médéric de Watteville : Yvonne
- 2022 : Burn Out de Thierry Obadia : Madame Konvarc'h, la psy
- 2023 : Le Coffre de Tanneguy O'Meara : Christine

### Télévision

#### Séries télévisées
- 1989 : Marc et Sophie, saison 3, épisode 7 Pas de blague Café : Juliette Bonaventure
- 1993 : Flash, le reporter-photographe, épisode Libre comme un oiseau de Philippe Triboit : Mère Toue
- 1998-2002 : La Kiné (8 épisodes) : Esther
- 2000-2007 : Le Grand Patron (15 épisodes) : Solange Gentil
- 2003 : Laverie de famille
- 2007 : Confidences de Laurent Dussaux (mini-série) : la sexologue
- 2011-2013 : Famille d'accueil de Stéphane Kaminka (saison 9 à saison 11, 25 épisodes) : Marguerite, une amie de tante Jeanne
- 2012 : Nos chers voisins, épisode Nos voisins fêtent Noël : Lucie, la marraine d'Issa
- 2013 : Les Îles d'en face (mini-série) : Rose Mathurin
- 2014-2015 : Frères d'armes de Rachid Bouchareb et Pascal Blanchard : présentation de Valentin Lindor
- 2019-2021 : Mortel de Frédéric Garcia (12 épisodes) : Élizabeth
- 2020 : Sam (saison 4, épisodes 5 et 7) : Madame N'Dollo
- 2020 : Stars à nu (émission de télévision) : elle-même
- 2020 : Capitaine Marleau de Josée Dayan , épisode L'Arbre aux esclaves : la médecin légiste
- 2021 : Golden Moustache (épisode Un monde sans rap) : Marlène
- 2021 : Plan B de Christophe Campos (6 épisodes) : Rose
- 2023 : Léo Matteï, brigade des mineurs (saison 10, épisodes 1 et 2) : Agnès Moreau
- 2023 : Polar Park de Gérald Hustache-Mathieu (6 épisodes) : commandante Bellerose
- 2024 : Monsieur Parizot de Nicolas Copin (épisode 1) : Josiane
- 2024 : Wish (West Indies Studio History) : Madeleine
- 2024 : Tropiques criminels (3 épisodes) : Clarisse
- 2025 : Joseph de Lucien Jean-Baptiste : Siméonie, la mère de Joseph

#### Téléfilm
- 1993 : Commissaire Dumas d'Orgheuil : John de Philippe Setbon : Séraphine Risette
- 1993 : J'aime pas qu'on m'aime de Stéphane Kurc : l'infirmière
- 1996 : Antoine de Jérôme Foulon : Juana
- 1996 : L'Amerloque de Jean-Claude Sussfeld : Winnie Butler
- 1997 : Mira la magnifique d'Agnès Delarive
- 1998 : Fugue en ré de Christian Faure : Rose Bonaventure
- 1998 : L'Honneur de ma famille de Rachid Bouchareb
- 2000 : Suite en ré de Christian Faure : Rose Bonaventure
- 2000 : Léopold de Joël Séria : Madame Mae
- 2002 : Ein Albtraum von 3 1/2 kilo d'Uwe Janson : Mathilda Mâhl
- 2003 : Par amour d'Alain Tasma : Bernadette Chabot
- 2003 : Simon le juste de Gérard Mordillat : Madame Traoré
- 2004 : Courrier du cœur de Christian Faure : Yvonne Merieux
- 2005 : L'Homme qui voulait passer à la télé d'Amar Arhab et Fabrice Michelin
- 2005 : La Famille Zappon d'Amar Arhab et Fabrice Michelin : Emilie
- 2011 : Aïcha, la grande débrouille de Yamina Benguigui : Ginette
- 2014 : Coup de cœur de Dominique Ladoge : Yolande
- 2015 : Le Family Show de Pascal Lahmani : Hermeline Clément
- 2016 : Gospel sur la colline d'Arnaud Legoff
- 2017 : Le Rêve français de Christian Faure (téléfilm) (partie 1) : Léa
- 2021 : Meurtres à Marie-Galante de Marc Barrat : Man Nice
- 2022 : Le Souffle du dragon de Stéphanie Pillonca : Rose-Marie
- 2024 : Père Noël à domicile de Manu Joucla : Emilie

## Théâtre
- 1991 : Roberto Zucco de Bernard-Marie Koltès, mise en scène Bruno Boëglin, TNP Villeurbanne, Théâtre de la Ville
- 1998 : Mémoire d'isles d'Ina Césaire, mise en scène Jean-Camille Sormain, Petit Hébertot
- 1999 : Pinocchio d'après Carlo Collodi, mise en scène Bruno Boëglin, Espace Malraux (Chambéry), Odéon-Théâtre de l'Europe
- 2006 : La Noce chez les petits bourgeois... créoles d'après Bertolt Brecht, mise en scène Philippe Adrien, L'Artchipel (Basse-Terre), Chapelle du Verbe Incarné (Avignon), Théâtre de la Tempête
- 2006-2007 : Lily et Lily de Pierre Barillet et Jean-Pierre Gredy, mise en scène Gérard Moulevrier, Théâtre de la Tête d'Or (Lyon) et en tournée
- 2008 : Le Vol de Kitty Hawk de Georges Dupuis, mise en scène Yves Pignot, théâtre 13
- 2008 : Trames de Gerty Dambury, mise en scène de l'auteur, Artchipel (Basse-Terre)
- 2010 : Famille de stars de Rémi Rosello, mise en scène de l'auteur, tournée
- 2014 : La Faute à la vie de Maryse Condé, mise en scène José Jermidier, Festival d'Avignon off, captation pour France O
- 2015 : Gospel sur la Colline de Benjamin Faleyras, mise en scène Jean-Luc Moreau, Folies Bergère
- 2024 : Olympe de Franck Salin, mise en scène de l'auteur, Festival d'Avignon off, Théâtre de la Chapelle du Verbe incarné

## Publication
- « Une héroïne positive », in Aïssa Maiga (dir.), Noire n'est pas mon métier, Paris, Éditions du Seuil, 3 mai 2018, 117 p. (ISBN 978-2-02-140119-6)
- Ce qui t'est destiné, le courant ne l'emporte pas..., Editions Michel Lafon, 2020, 253 pages,  (ISBN 978-2-7499-4125-7)

## Autres activités
En 1993 et 2004, Firmine Richard participe au doublage des films Rasta Rockett et N'oublie jamais.
Firmine Richard pose sa voix sur des poèmes écrits par l'auteur compositeur interprète guyanais Xavier Harry, sur l'album intitulé Miroir, sorti en 2005.
Elle se présente comme no 5 dans la liste « Europe fraternelle » menée par Christiane Taubira pour le Parti radical de gauche, dans la circonscription Île-de-France aux élections européennes de 2004.
Elle est élue en mars 2008 conseillère de Paris (groupe socialistes, radicaux de gauche et apparentés). Elle est aussi conseillère déléguée chargée de la culture et des relations interculturelles auprès du maire du 19e arrondissement de Paris.
Dans le cadre des élections municipales de 2014 à Paris, elle rejoint la candidate PS Anne Hidalgo et figure sur la liste du 19e arrondissement.
En 2018, elle participe à l'ouvrage collectif Noire n'est pas mon métier où elle déplore la trop faible représentation ou les rôles stéréotypés dévolus aux actrices noires « Il y a quand même une évolution, quand on voit le succès de La Première Étoile de Lucien Jean-Baptiste [ou] de Black Panther, qui bat tous les records, cette frilosité est surtout dans la tête des producteurs (...) Comme les choses ne sont pas naturellement, il faut prendre des mesures fortes même si ce n’est pas la solution idéale. Peut-être que cette discrimination est inscrite dans l’inconscient collectif. Il faut réveiller la parole et les consciences. »
En 2021, elle préside Rêves de Court, festival de courts métrages en Vendée, afin de soutenir l'engagement des jeunes pour le cinéma[réf. nécessaire].

## Distinctions

### Décorations
- Chevalier de la Légion d'honneur Elle est faite chevalier le 13 juillet 2009[20].
- Officier de l'ordre national du Mérite Elle est faite chevalier le 15 mai 2006[21], avant d'être promue officier le 15 novembre 2018[22].

### Récompenses
- Berlinale 2002, Ours d'Argent « pour une contribution artistique exceptionnelle » décerné à l'ensemble de la distribution féminine du film huit femmes.
- Prix du cinéma européen 2002, Meilleure actrice, pour son rôle dans le film huit femmes.